# Волнат-Гілл (Теннессі)
Волнат-Гілл (англ. Walnut Hill) — переписна місцевість (CDP) в США, в окрузі Салліван штату Теннессі. Населення — 2331 особа (2020).

## Географія
Волнат-Гілл розташований за координатами 36°34′2″ пн. ш. 82°15′56″ зх. д. / 36.56722° пн. ш. 82.26556° зх. д. (36.567271, -82.265467).  За даними Бюро перепису населення США в 2010 році переписна місцевість мала площу 11,07 км², уся площа — суходіл.

## Демографія
Згідно з переписом 2010 року, у переписній місцевості мешкали 2394 особи в 1022 домогосподарствах у складі 740 родин. Густота населення становила 216 осіб/км².  Було 1095 помешкань (99/км²).
Расовий склад населення:
| - 98,2 % — білих - 0,6 % — чорних або афроамериканців - 0,3 % — корінних американців - 0,1 % — азіатів |

До двох чи більше рас належало 0,6 %. Частка іспаномовних становила 0,8 % від усіх жителів.
За віковим діапазоном населення розподілялося таким чином: 17,0 % — особи молодші 18 років, 61,0 % — особи у віці 18—64 років, 22,0 % — особи у віці 65 років та старші. Медіана віку мешканця становила 48,3 року. На 100 осіб жіночої статі у переписній місцевості припадало 98,7 чоловіків;  на 100 жінок у віці від 18 років та старших — 97,7 чоловіків також старших 18 років.
Середній дохід на одне домашнє господарство  становив 61 230 доларів США (медіана — 36 923), а середній дохід на одну сім'ю — 72 517 доларів (медіана — 48 500). За межею бідності перебувало 15,7 % осіб, у тому числі 28,5 % дітей у віці до 18 років та 6,5 % осіб у віці 65 років та старших.
Цивільне працевлаштоване населення становило 1060 осіб. Основні галузі зайнятості: виробництво — 25,0 %, роздрібна торгівля — 21,1 %, освіта, охорона здоров'я та соціальна допомога — 14,5 %.